# La Loi de la forêt

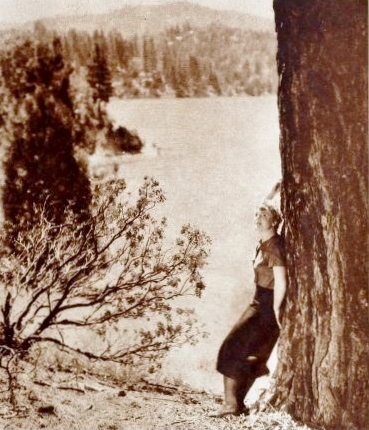
Beverly Roberts dans une scène du film (photo parue dans Silver Screen Magazine).

La Loi de la forêt (God's Country and the Woman) est un film américain réalisé par William Keighley et sorti en 1937.
C'est le premier film en technicolor produit par Warner Bros.. Il a été tourné dans la région du Mont Saint Helens dans l'État de Washington.

## Synopsis
Deux entreprises de bois concurrentes, The Russett Company et Barton Lumber Company revendiquent chacune un bois situé au Nord-Ouest de l'état, alors qu'un bûcheron est hypnotisé par une femme vivant au milieu de la forêt.

## Fiche technique
- Titre original : God's Country and the Woman
- Réalisation : William Keighley
- Scénario : Norman Reilly Raine d'après le roman God's Country and the Woman de James Oliver Curwood
- Producteur : Louis F. Edelman
- Photographie : Tony Gaudio
- Montage : Jack Killifer
- Genre : Drame[3]
- Format : technicolor
- Musique : Max Steiner
- Production : Warner Bros.
- Durée : 85 minutes
- Dates de sortie : 
  - 16 janvier 1937 (États-Unis)
  - 25 juin 1937 (France)[4]

## Distribution
- George Brent : Steve Russett
- Beverly Roberts : Jo Barton
- Barton MacLane : Bullhead
- Robert Barrat : Jefferson Russett
- Alan Hale, Sr. : Bjorn Skalka
- Joe King : Red Munro
- El Brendel : Ole Olson
- Addison Richards : Gaskett
- Roscoe Ates: Gander Hopkins
- Billy Bevan : Plug Hat
- Joseph Crehan : Jordan
- Bert Roach : Kewpie
- Victor Potel : Turpentine
- Mary Treen : Miss Flint
- Herbert Rawlinson : Doyle
- Harry Hayden : Barnes
- Pat Moriarity : Tim O'Toole
- Max Wagner : Gus
- Susan Fleming : Grace Moran